# Trevor J. Constable
Trevor James Constable (* 17. September 1925 in Wellington; † 31. März 2016 in San Pedro) war ein amerikanischer Buchautor, der sich neben der Ufologie auch mit Radionik, Wetterbeeinflussung und Militärgeschichte befasst. Constable gibt an, mit dem von ihm entwickelten Orgonen-Verfahren Etheric Rain Engineering Regen machen zu können. Zusammen mit Raymond F. Toliver verfasste er mehrere populäre Bücher über „Fliegerasse“.

## Leben
Constable gab auf seiner Website an, nach dem Abschluss der High School im Zweiten Weltkrieg für ein Jahr bei der neuseeländischen Handelsmarine gefahren zu sein. Dem folgten sechs Jahre bei der britischen Handelsmarine. 1952 wanderte Constable in die USA ein, von wo aus er weitere 26 Jahre als Funkoffizier bei der amerikanischen Handelsmarine fuhr. Während dieser Zeit fuhr er 14 Jahre lang auf der SS Maui der Reederei Matson. An Bord der SS Maui führte er nach eigenen Angaben erfolgreiche Experimente zur Wetterbeeinflussung mit einem Röhrengerät nach Wilhelm Reich und nach den Äther-Prinzipien von Rudolf Steiner und Guenther Wachsmuth durch. In den 1980er und 1990er Jahren will Constable mit seinen Äther-Geräten erfolgreich den Smog in Südkalifornien reduziert haben.
Seit den 1950er Jahren beschäftigte sich Constable mit UFOs und erlernte nach eigenen Angaben von George Van Tassel den psychischen Kontakt mit Außerirdischen, die durch Van Tassel als Medium sprachen. „Später bereute [Constable] zutiefst“, diese Gabe erlangt zu haben, und benötigte die Hilfe des „hellsichtigen Doktors“ Franklin Thomas, um die „unerwünschten psychischen Eindringversuche“ der Außerirdischen bei sich selbst zu beenden. In den 1950er Jahren fotografierte er mit Farbfilm und speziellen Linsen große Flecke in der Luft, die er als plasmoidale Luftwesen, kurz „Critters“ bezeichnete. Später vertiefte er sich in Radionik nach Ruth B. Drown.
Zusammen mit dem USAF-Offizier Raymond F. Toliver verfasste er mehrere populäre Bücher über den Luftkrieg im Zweiten Weltkrieg, insbesondere über „Fliegerasse“. Eine Rezension des ersten gemeinsamen Buches von Toliver/Constable (Fighter aces von 1965) lobt die trotz der auf den Publikumsgeschmack zurechtgeschriebenen Geschichten weitgehende faktische Korrektheit der zusammengetragenen Daten: „Since publishers seem convinced that only the „oh, gee whiz!“ approach to aviation history will sell, at least let their books be as well made as this one.“ Ihr Buch über Erich Hartmann (The blond knight of Germany von 1970) wurde in Deutschland zum Bestseller; der Motorbuch Verlag brachte bis 2007 61 Auflagen heraus. Die beiden Historiker Ronald M. Smelser und Edward J. Davies rechnen die kontextlose und heroisierende Darstellung Hartmanns durch Constable und Toliver zu den Versuchen der Romantisierung und nachträglichen Verbrüderung mit den „Helden“ der „Sauberen Wehrmacht“, die nun im Kontext des Kalten Krieges an der Seite ihrer westlichen Waffenbrüder erneut gegen die Gefahr aus dem Osten stünden. Durch die fehlenden Quellenangaben und den Einfluss der dargestellten Offiziere auf die Präsentation seien diese Werke keine geschichtswissenschaftlichen Darstellungen, sondern Ausdruck von Popkultur.

## Schriften
- Fighter aces, mit Raymond F. Toliver. Macmillan, New York 1965.
- Horrido! Fighter aces of the Luftwaffe, mit Raymond F. Toliver, Einleitung von Adolf Galland. Macmillan, New York 1968. (Übersetzung ins Deutsche: Das waren die deutschen Jagdflieger-Asse : 1939–1945. Motorbuch Verlag, Stuttgart 1972, ISBN 3-87943-193-0.)
- The blond knight of Germany, mit Raymond F. Toliver, Einleitung von Adolf Galland. Doubleday, Garden City 1970. (Übersetzung ins Deutsche: Holt Hartmann vom Himmel! Die Geschichte des erfolgreichsten Jagdfliegers der Welt. Motorbuch Verlag, Stuttgart 1971, ISBN 3-87943-216-3.)
- Hidden heroes: historic achievements of men of courage. Barker, London 1971, ISBN 0-213-00496-8.
- The cosmic pulse of life: the revolutionary biological power behind UFOs. Neville Spearman, London 1977, ISBN 0-945685-07-6. (Neuauflage bei Borderland Sciences Research.)
- Sky creatures: Living UFOs. Pocket Books, New York 1978, ISBN 0-671-81842-2.
- Fighter aces of the U.S.A., mit Raymond F. Toliver. Aero Publishers, Fallbrook 1979, ISBN 0-8168-5792-X.
- Fighter general: the life of Adolf Galland, mit Raymond F. Toliver, Einleitung von James H. Doolittle. AmPress, Zephyr Cove 1990, ISBN 0-9625519-0-2. (Übersetzung ins Deutsche: Adolf Galland : General der Jagdflieger. Herbig, München 1992, ISBN 3-7766-1755-1.)
- Loom of the Future: Weather Engineering. 1994.